# Színészbejáró
A Színészbejáró (Entrée des artistes) 1938-ban bemutatott fekete–fehér francia filmdráma Marc Allégret rendezésében. Magyarországon 1939. szeptember 25-én mutatták be.

## Cselekménye
A külvárosi tehetséges vasalónőt, Isabelle-t fölveszik a párizsi színművészeti főiskolára, ahol beleszeret diáktársába, François-ba. A fiú korábban eredménytelenül ostromolta Cecíliát, aki most rájön, hogy voltaképpen ő is szerette François-t, csak szeszélyből nem hallgatta meg korábbi vallomásait. François, hogy anyagilag segíthesse Isabelle-t, beáll taxigavallérnak. Nappal a főiskolán tanul, éjszaka gazdag külföldi hölgyeket kísér lokálokba. 
Cécilia elhatározza, hogy ha ingyen nem kaphatja meg, kibérli a fiút a gavallérszállító ügynökségtől. François kénytelen vállalni a megbízatást és az estét Céciliával tölti. Szemébe mondja, hogy egy pillanatig sem szerette komolyan. Cécilia rádöbben, hogy François iránti szerelme reménytelen. Újabb elhatározásra jut. A főiskola vizsgaelőadásán olyan párjelenetük van, amelyben a fiú méregpoharat nyújt a lánynak. A visszautasított Cécilia bosszúból valódi mérget tesz a pohárba és amikor felhajtja, meghal. François-t előre megfontolt emberölés gyanúja miatt letartóztatják. Minden és mindenki ellene vall, de végül sikerül tisztáznia magát. A happiend-ben Isabelle és François egymásra talál. 

## Szereplők
- Claude Dauphin – François Polti
- Janine Darcey – Isabelle
- Odette Joyeux – Cécilia
- Louis Jouvet – Lambertin, az osztály tanára
- Bernard Blier – Pescani
- André Brunot – M. Grenaison
- Robert Pizani – Jérôme
- Madeleine Lambert – Élisabeth
- Roger Blin – Dominique
- Mady Made – Denise
- Babita Sauren – Nora
- Henri Busquet – l'appariteur
- Georges Pally – Marty, kávézó tulajdonos
- Madeleine Geoffroy – Fernande Grenaison
- Yves Brainville – Sylvestre
- Gaby Andreu – Mireille